# Machine Head (album)
Machine Head este al șaselea album de studio al trupei Deep Purple. A fost înregistrat la Grand Hotel Montreux, Elveția în decembrie 1971 cu ajutorul studioului mobil al celor de la The Rolling Stones și lansat în martie 1972.
Albumul este considerat unul foarte influent în dezvoltarea muzicii heavy metal. Este cel mai de succes disc al formației atingând primul loc în unele țări la momentul apariției. 
„Machine Head” este și subiectul unui episod din cadrul seriei „Classic Albums” — documentar despre cum au luat naștere unele dintre cele mai faimoase albume realizate vreodată. „Machine Head” a fost reeditat în sistem de Sunet Surround pe Super Audio CD (2003) și DVD-Audio (2001).

## Lista pieselor
1. Highway Star (6:05)
2. Maybe I'm a Leo (4:51)
3. Pictures of Home" (5:03)
4. Never Before (3:36)
5. Smoke on The Water (5:40)
6. Lazy (7:19)
7. Space Truckin (4:31)

- Toate cântecele au fost scrise de Ritchie Blackmore, Ian Gillan, Roger Glover, Jon Lord și Ian Paice.

## Discuri single
- Never Before (1972)
- Smoke on The Water (1972)

## Componență
- Ritchie Blackmore — chitare
- Ian Gillan — voce, muzicuță
- Jon Lord — orgă hammond, pian, clape
- Ian Paice — baterie
- Roger Glover — chitară bas